# Moullé Sofoua
Moullé Sofoua (auch: Malé Sofoa, Mallé Sofoua, Moulé Sofoua, Moullé, Moullé Safoua) ist ein Dorf in der Landgemeinde Sarkin Yamma in Niger.

## Geographie

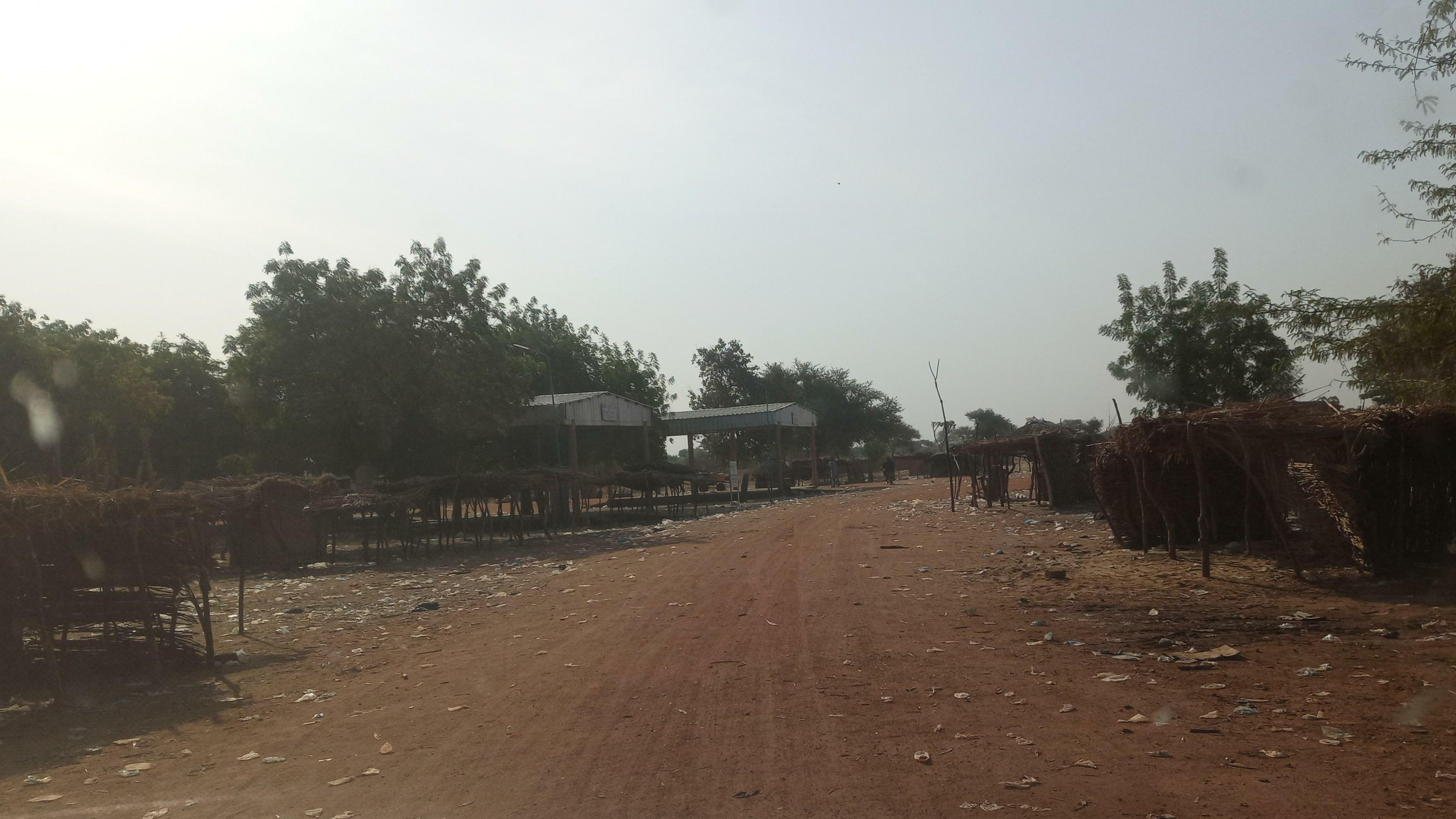
Moullé Sofoua (2023)

Das von einem traditionellen Ortsvorsteher (chef traditionnel) geleitete Dorf befindet sich rund 13 Kilometer südwestlich des Hauptorts Sarkin Yamma der gleichnamigen Landgemeinde, die zum Departement Madarounfa in der Region Maradi gehört. Eine Siedlung in der näheren Umgebung von Moullé Sofoua ist Lilli im Südwesten.
Moullé Sofoua ist Teil der Übergangszone zwischen Sahel und Sudan. Die durchschnittliche jährliche Niederschlagsmenge beträgt hier zwischen 400 und 500 mm. Südlich der Siedlung erstreckt sich der Wald von Baban Rafi, die größte und am dichtesten bewaldete Baumsavanne in der Region Maradi. Hier wachsen Flügelsamengewächse, die an manchen Stellen mit Mimosengewächsen vergesellschaftet sind.

## Geschichte
Im Dorf wurden 1997 eine Getreidebank und ein Saatgutspeicher errichtet sowie mehrere Brunnen instand gesetzt. Bei einem nach der Ernährungskrise von 2005 von der dänischen Sektion von CARE International von 2006 bis 2009 durchgeführten Projekt zur Vorbeugung und Bewältigung von Ernährungskrisen wurde in Moullé Sofoua wie in 50 weiteren Orten in Niger ein gemeinschaftliches Frühwarn- und Notfallsystem aufgebaut. Laut einer Erhebung vom September 2022 lebten in Moullé Sofoua 888 interne Vertriebene aus 120 Haushalten, wobei der Ort mehrmals angegriffen wurde und die Sicherheitslage als instabil galt.

## Bevölkerung
Bei der Volkszählung 2012 hatte Moullé Sofoua 2291 Einwohner, die in 325 Haushalten lebten. Bei der Volkszählung 2001 betrug die Einwohnerzahl 1614 in 228 Haushalten und bei der Volkszählung 1988 belief sich die Einwohnerzahl auf 1151 in 164 Haushalten.

## Wirtschaft und Infrastruktur

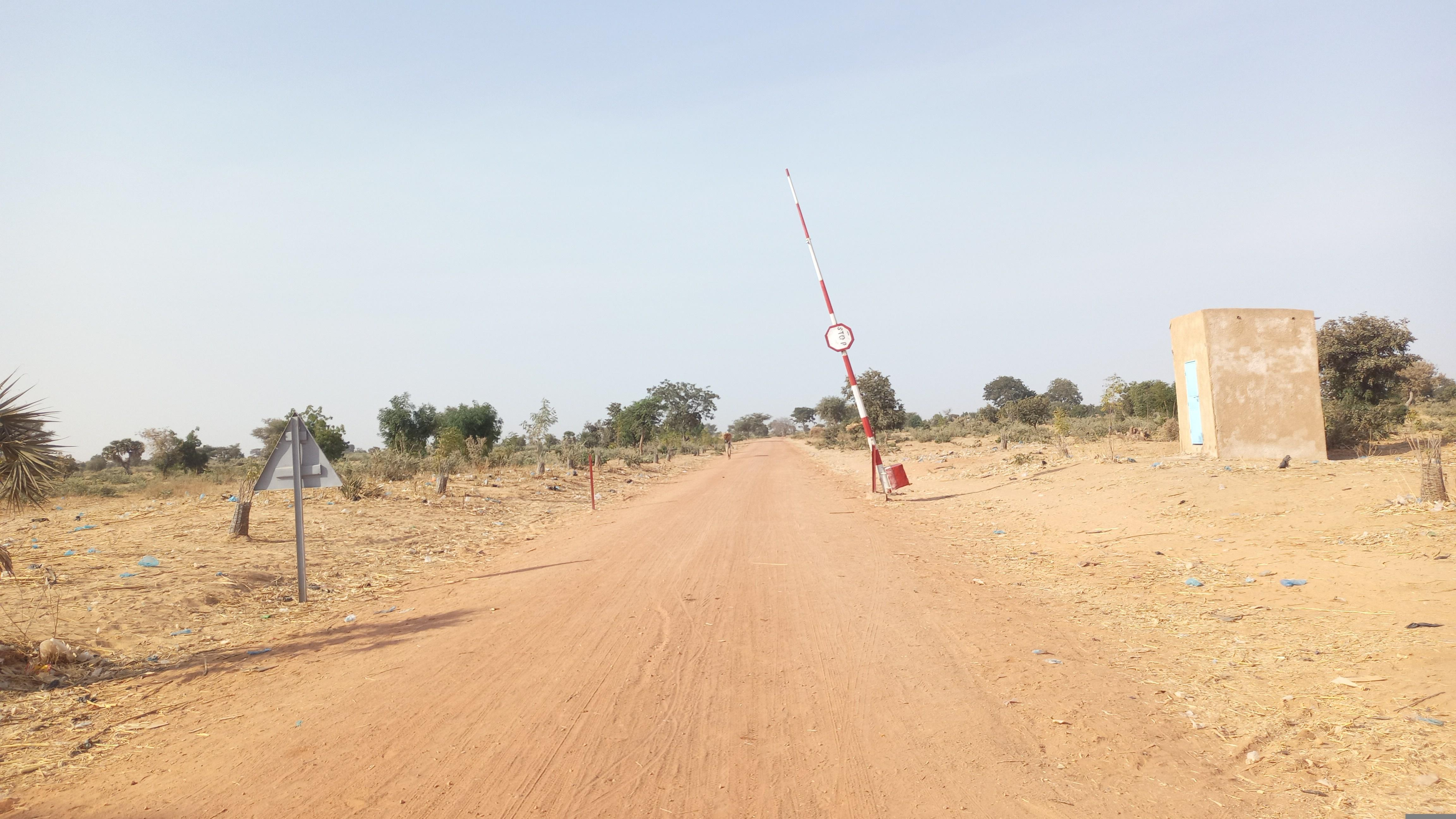
Straßenschranken am Ortsrand von Moullé Sofoua (2023)

In Moullé Sofoua wird ein Wochenmarkt abgehalten. Der Markttag ist Samstag. Der Markt wurde nach 1960, dem Jahr der staatlichen Unabhängigkeit Nigers, etabliert. Im Dorf ist ein Gesundheitszentrum des Typs Centre de Santé Intégré (CSI) vorhanden. Es gibt eine Schule.